# St. Margarete (Eberstedt)

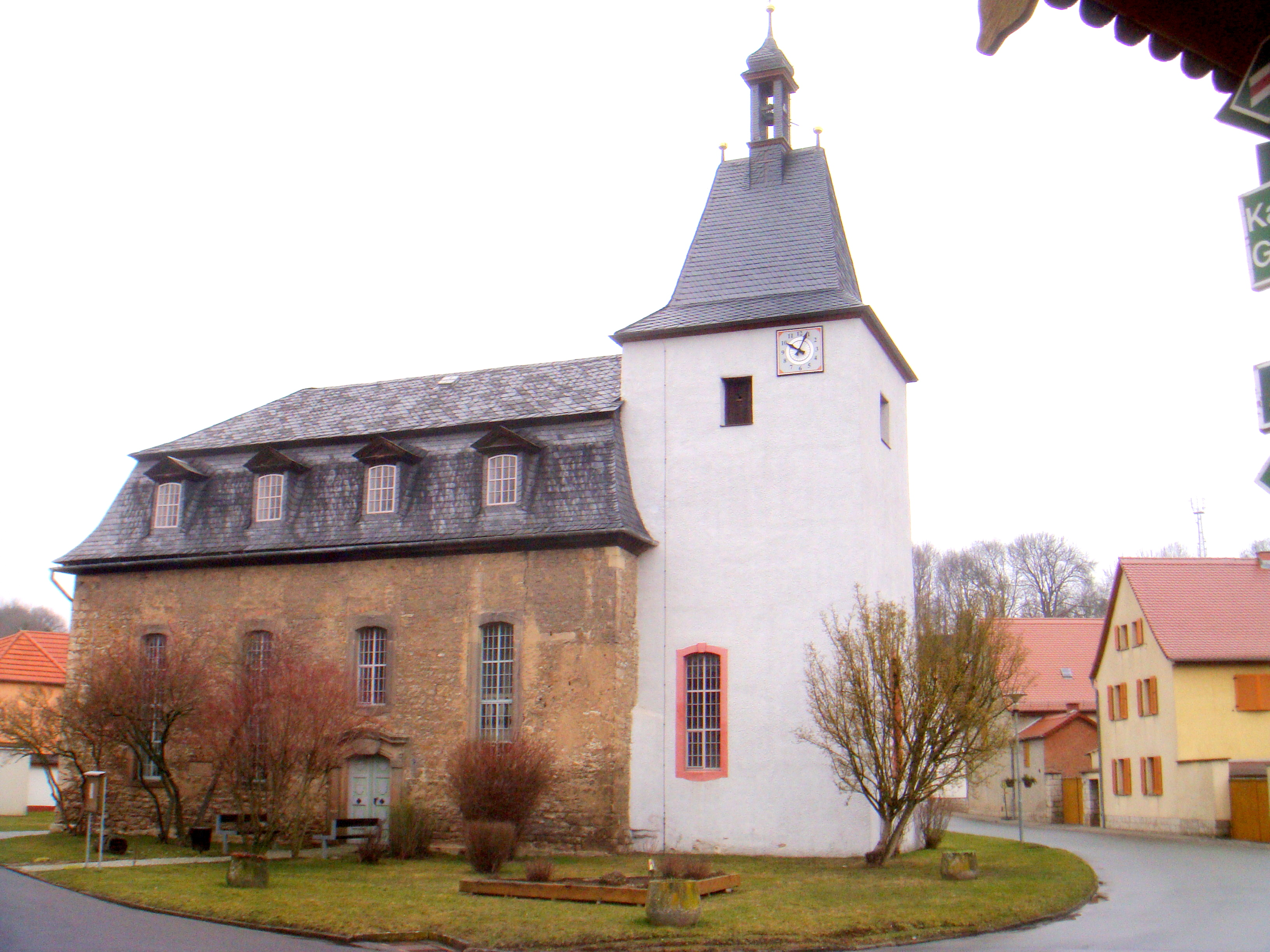
Dorfkirche St. Margarete in Eberstedt

Die Dorfkirche St. Margarete in Eberstedt im Landkreis Weimarer Land in Thüringen gehört zum Kirchengemeindeverband Bad Sulza II im Kirchenkreis Apolda-Buttstädt der Evangelischen Kirche in Mitteldeutschland.

## Geschichte
Mitten im Dorf befindet sich die kleine Kirche. Ihr Kirchturm ist ein Bauwerk aus dem Jahr 1588. Das Kirchenschiff weist laut Inschrift die Baujahre 1743 bis 1745 nach. 1965–70 erfolgte eine Instandsetzung, das Innere wurde mit einer Analogiefassung versehen.
In den Jahren 2002 und 2003 stellte die Stiftung KiBa Mittel zur Neueindeckung des Daches mit Schiefer bereit. Die Kirche am Ilmtal-Radweg wurde als Radwegekirche ausgewiesen.

## Außenbau
Die Kirche hat einen eingezogenen, annähernd quadratischen Chorturm. Das Kirchenschiff ist mit einem Walmdach mit Dachgauben bedeckt. Am schmucklosen, jetzt steinsichtigen Bau sind Segmentbogenfenster regelmäßig angeordnet. Das Portal im Süden hat einen geschwungenen Sturz, dessen Schlussstein als großer Buckelquader stehenblieb. Der Turm hat ein längsgerichtetes, steiles, mit versehenes Walmdach mit Dachreiter.

## Kirchenraum
Das Innere des Schiffes ist eine barocke Emporenhalle und wird von zweigeschossigen Emporen bestimmt, wie sie im 18. Jahrhundert in mehrere Kirchen des Tal der Ilm eingebaut wurden. Die Stützen der Emporen laufen bis zur Decke durch und tragen ein Gebälk, dem ein hölzernes Spiegelgewölbe aufsitzt. Kräftige Gesimse an seiner Basis betonen die Überhöhung des Mittelschiffs, sodass disee Kirche sich auch als Pseudobasilika betrachten lässt. Die bretterverschalten Ständer sind zum Mittelschiff hin als schlanke Pilaster in klassischer Superposition aufgeblendet. Die Köpfe der Stützen werden durch geschwungene Knaggen verstärkt. In den kassettierten Brüstungen liegen verschiedenartige Blendrahmen. Durch den konsequent architektonischen Aufbau der Emporen bis zur Decke hat das Mittelschiff einen fassadenähnlicher Aufriss. An seiner Decke des Schiffes Stuckrahmungen. Im Chor befindet sich ein dreiachsiger, säulengegliederter Kanzelaltar mit breitem Schnitzwerk und Schnitzfiguren. An dem Altarretabel sind Jesus Christus und Johannes der Täufer dargestellt, am Altarauszug der auferstandene Christus und Putten.
Das Kreuzgratgewölbe stammt aus der Mitte des 18. Jahrhunderts. Durch ein umlaufendes Gesims über dem Kanzelaltar sind die Schildwände abgesetzt. Sie haben eine vielteilige flache Stuckornamentik. Über dem mit Bandelwerk dekorierten Chorbogen sind zwei Kartuschen, eine wahrscheinlich mit dem Monogramm von Carl August von Sachsen-Weimar-Eisenach. Der Stuck an Chorgewölbe und -bogen kann folglich erst nach dem Regierungsantritt von Carl Augusts 1758 entstanden sein.
Die Orgel mit 15 Registern, verteilt auf 2 Manuale und Pedal, wurde in der Erbauungszeit der Kirche 1745 von Johann Georg Molau gebaut und 1935 von Gerhard Kirchner umgebaut.

## Geläut
Der Kirchturm ist mit drei Graugussglocken bestückt, eine kleine Bronzeglocke hängt im Dachreiter.